# 岸和田和泉インターチェンジ

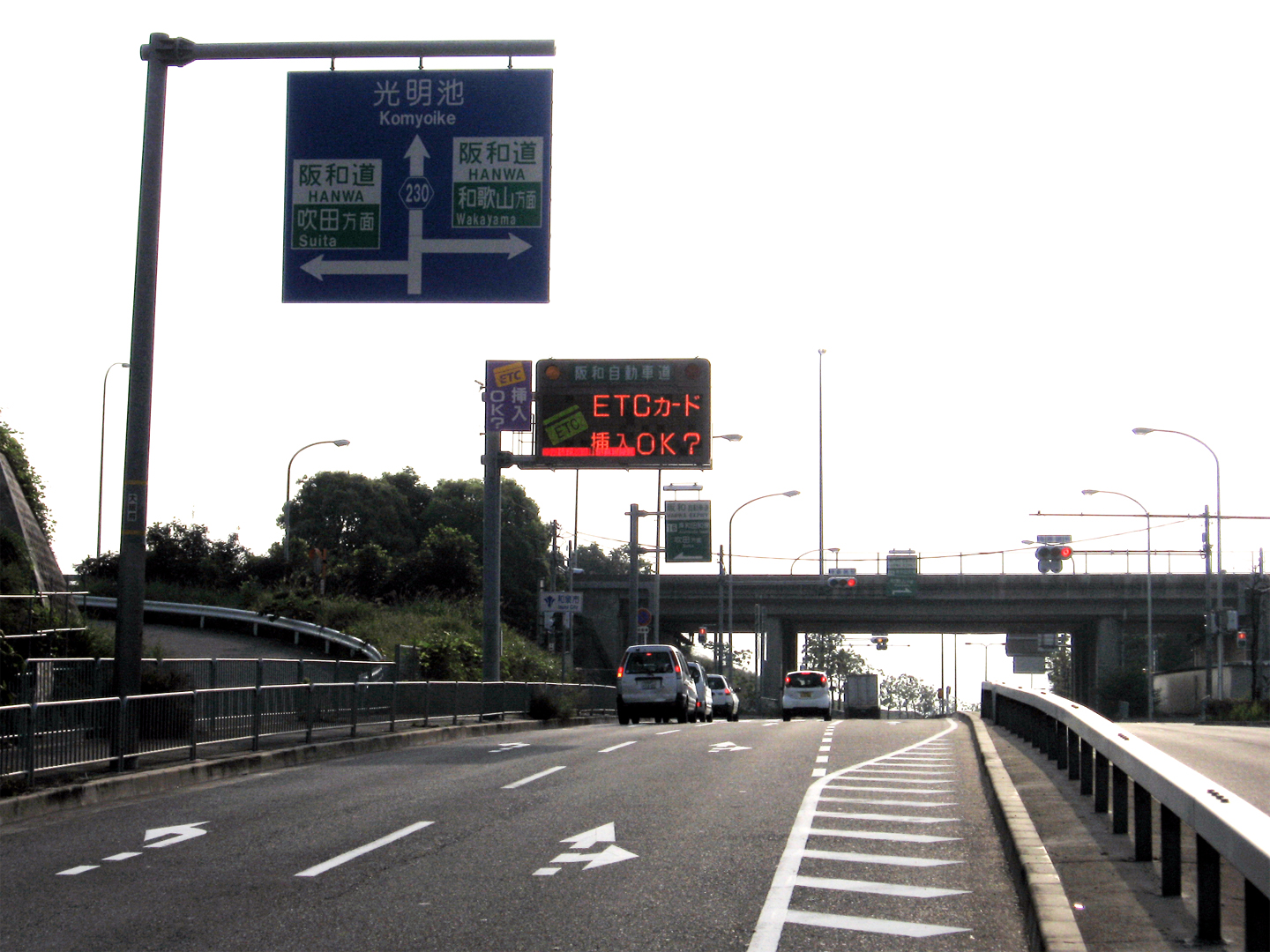
岸和田和泉ICが設置されている大阪府道230号春木岸和田線（大阪府和泉市内）

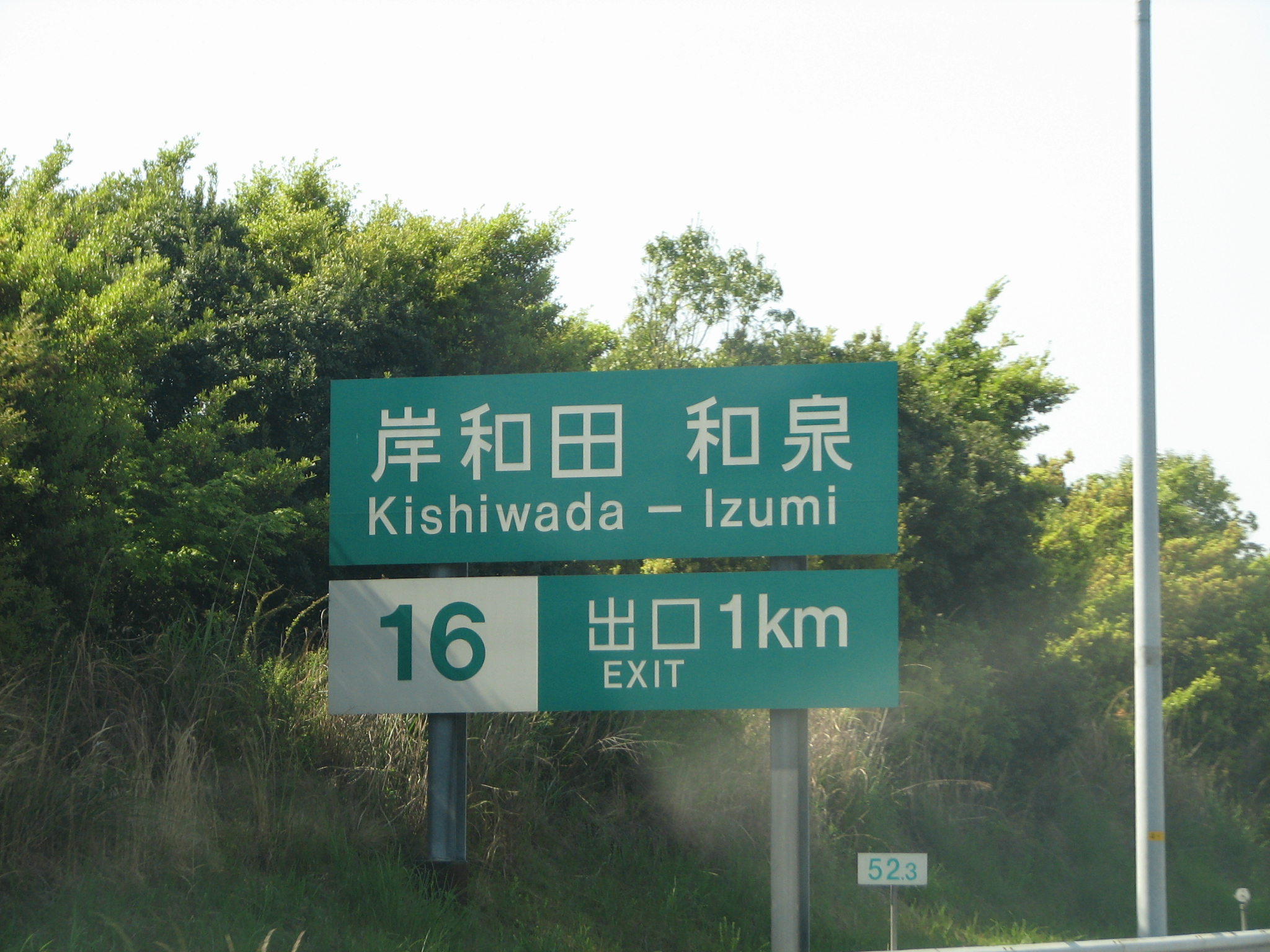
岸和田和泉ICの案内板

岸和田和泉インターチェンジ（きしわだいずみインターチェンジ）は、大阪府岸和田市と和泉市の市境付近にある（所在地は和泉市）、阪和自動車道のインターチェンジ。岸和田・和泉両市のほか河内長野市の最寄りインターチェンジのひとつにもなっている。ETC割引制度における大都市近郊区間の境目である。ここから吹田方面は割増料金となる。
松原方向は堺本線料金所か堺ICで料金を精算し、和歌山方向は約700m和歌山寄りの岸和田本線料金所で通行券の発券、または通行券の精算だったが、2006年2月8日の徴収方法変更により、吹田方面・和歌山方面とも、入口では通行券を、出口では料金の徴収を行うようになった。ただし、和歌山方面へ向かう場合はすぐ近くの岸和田本線料金所で検札（精算は出口の料金所まで不要）を受ける必要がある。

## 道路
- E26 阪和自動車道（16番）

## 歴史
- 1990年3月29日 : 岸和田和泉IC-阪南IC間開通に伴い供用開始。
- 1993年9月25日 : 堺IC-岸和田和泉IC間開通。

## 周辺
- 大阪府立産業技術総合研究所
- 和泉市久保惣記念美術館
- 蜻蛉池公園
- 松尾寺
- テクノステージ和泉
- トリヴェール和泉
- 和泉中央駅（南海泉北線）
- 桃山学院大学
- ららぽーと和泉
- コストコ和泉倉庫店
- ケーズデンキ岸和田和泉インター店
- ルートイン和泉
- スーパービバホーム和泉中央店

## 接続する道路
- 直接接続
  - 大阪府道230号春木岸和田線 新道
- 間接接続
  - 大阪府道40号岸和田牛滝山貝塚線 新道
  - 大阪府道226号父鬼和気線

## 料金所

### 入口

#### 松原・吹田方面
- レーン数：2
  - ETC専用：1
  - ETC・一般：1

#### 関西空港・和歌山方面
- レーン数：2
  - ETC専用：1
  - ETC・一般：1

### 出口

#### 松原・吹田方面
- レーン数：3
  - ETC専用：2
  - 一般：1

#### 関西空港・和歌山方面
- レーン数：2
  - ETC専用：1
  - 一般：1

## 備考
- 計画当初の仮称は「岸和田インターチェンジ」で、和泉市が名称に入っていなかった。

## 隣
E26 阪和自動車道
(15)堺IC - (16)岸和田和泉IC - 岸和田本線TB - 岸和田SA - (17)貝塚IC